# Characidium pteroides
Characidium pteroides е вид лъчеперка от семейство Crenuchidae. Видът не е застрашен от изчезване.

## Разпространение и местообитание
Разпространен е в Гвиана.
Обитава сладководни басейни и реки.

## Описание
На дължина достигат до 2,8 cm.
Популацията на вида е стабилна.